# Herzogtum Gnesen

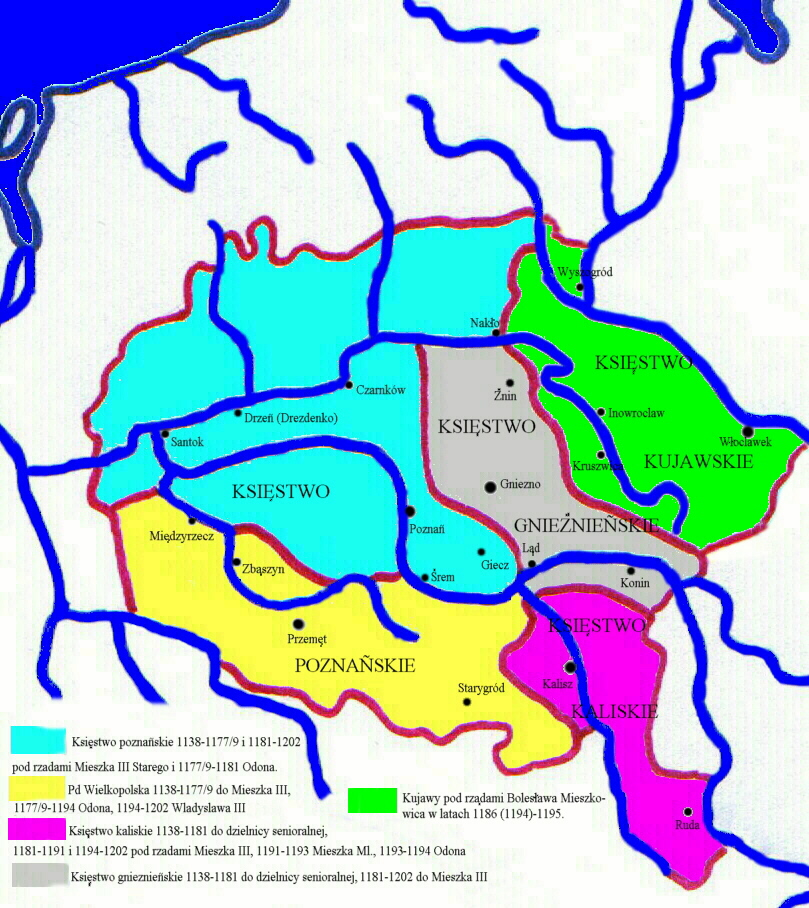
Herzogtum Gnesen (grau)

Das Herzogtum Gnesen (polnisch Księstwo gnieźnieńskie , lateinisch Ducatus Gnesnensis) war ein Teilfürstentum Polens von 1177 bis 1279 mit der Hauptfeste Gnesen. Sein Gebiet umfasste das Land Gnesen.

## Geschichte
1177 wurde nach dem Aufstand gegen Mieszko den Alten sein Herzogtum Großpolen geteilt. Das neugeschaffene Herzogtum Gnesen fiel an seinen Sohn Kasimir den Gerechten. 1279 gelang es Przemysł II. die einzelnen Herzogtümer in Großpolen wieder zu einem Herzogtum zu vereinen. Von 1768 bis 1793 bestand im Königreich Polen bzw. in Polen-Litauen die Woiwodschaft Gnesen, die aus der Woiwodschaft Kalisz herausgelöst wurde.

## Herzöge
- Kasimir II. (Polen) 1177–1194
- Mieszko III. 1194–1202
- Władysław III. (Polen) 1202–1229
- Władysław Odonic 1229–1239
- Przemysł I. und Bolesław VI. der Fromme 1239–1247
- Przemysł I. 1247–1249
- Bolesław VI. der Fromme 1249–1250
- Przemysł I. 1250–1253
- Bolesław VI. der Fromme 1253–1279
- Przemysł II. 1279, vereinigt die großpolnischen Herzogtümer